# Фу Ли
Фу Ли (на виетнамски: Phủ Lý) е град във Виетнам. Административен център на провинция Ха Нам. През 2013 г. градът има 136 654 жители.